# Stikojaure
Stikojaure är en sjö i Arjeplogs kommun i Lappland som ingår i Umeälvens huvudavrinningsområde. Sjön har en area på 0,516 kvadratkilometer och ligger 718,4 meter över havet. Stikojaure ligger i Laisälven Natura 2000-område. Sjön avvattnas av vattendraget Dellikälven (Vuorejukke).  Kungsleden passerar helt nära sjön.

## Delavrinningsområde
Stikojaure ingår i delavrinningsområde (733850-152677) som SMHI kallar för Utloppet av Stikojaure. Medelhöjden är 816 meter över havet och ytan är 9,27 kvadratkilometer. Räknas de 8 avrinningsområdena uppströms in blir den ackumulerade arean 113,25 kvadratkilometer. Dellikälven (Vuorejukke) som avvattnar avrinningsområdet har biflödesordning 4, vilket innebär att vattnet flödar genom totalt 4 vattendrag innan det når havet efter 436 kilometer. Avrinningsområdet består mestadels av kalfjäll (94 procent). Avrinningsområdet har 0,52 kvadratkilometer vattenytor vilket ger det en sjöprocent på 5,6 procent.